# Chrysobothris matangana
Chrysobothris matangana es una especie de escarabajo del género Chrysobothris, familia Buprestidae. Fue descrita científicamente por Kerremans en 1912.